# Кирххајлинген
Кирххајлинген (њем. Kirchheilingen) општина је у њемачкој савезној држави Тирингија. Једно је од 47 општинских средишта округа Унструт-Хајних. Посједује регионалну шифру (AGS) 16064033.

## Географски и демографски подаци
Место се налази на надморској висини од 250 метара. Површина општине износи 16,5 km². У општини живи 830 становника. Просјечна густина становништва износи 50 становника/km².

## Међународна сарадња
| Мјесто | Држава    | Врста сарадње | Од    |
| ------ | --------- | ------------- | ----- |
| Шомон  | Француска | контакт       | 2005. |
| Извор  |           |               |       |